# 蕭震 (萬曆進士)
萧震（？—？），字上嗣，號退山，湖广黄州府蕲州卫官籍。

## 生平
少负文名。万历四十年（1612年）壬子科湖广乡试举人，四十七年（1619年）己未科進士，都察院觀政，初授中书舍人，天启五年（1625年）乙丑进刑部雲南司主事，本年調工部营缮司主事，典试直隶乡试，得名下士为多。七年升屯田司员外郎，出知浙江绍兴府，以廉能称，崇祯二年（1629年）兼摄浙江副使，直言极谏，与一时朝贵多龃龉，因移疾归里。讲学家塾，其族多能文者。著有《遂初赋稿》一卷、《倦山诗文集》百余卷，毁于火。
知府萧震墓与陈恭人墓在永福彭思桥大柳树。

## 家族
曾祖蕭淳。祖父蕭恭，庠生。父蕭之秀，庠生。
蕭震子萧爽，字朗伯，贡生。